# Magnesia (khoáng vật)
Magnesia trắng là một khoáng vật màu trắng thuộc loại khoáng vật oxide. Nó có cấu tạo ở dạng lục phương của magnesi oxide (MgO). Ngoài ra còn có Magnesia đen là một khoáng vật màu đen và chứa mangan.
Magnesia trắng lần đầu tiên tìm thấy ở vùng Macnhedia thời cổ Hy Lạp. Magnesia trắng được đặt theo tên của trận Magnesia, nổ ra năm 190 TCN gần Magnesia ad Sipylum, vùng Lybia (ngày nay thuộc Thổ Nhĩ Kỳ). Nó cón có một tên khác là "Magnesia lithos" nghĩa là đá manhe. Magnesia trắng là tên gọi cũ của đá Pericla.
Đá Magnesia trắng lấy từ khu vực Magnesia ở Anatolia cổ đại thường chứa cả magiê oxide lẫn magiê cacbonat, nước cũng như các loại oxide sắt (magnetit và hemantit). Vì thế, các loại đá này, được gọi là đá Magnesia thời cổ đại, với các tính chất từ tính là nguồn gốc của các từ trong một số ngôn ngữ phương Tây để chỉ nam châm(magnet) và từ tính(magnetism).
Magnesia trắng  thông thường được tìm thấy trong đá hoa được sinh ra do sự biến chất của các dạng đá vôi dolomit. Nó rất dễ bị biến đổi thành brucit theo các điều kiện môi trường gần bề mặt.
Khoáng vật silicat.
Khoáng vật phosphat.
Nitrat.
Khoáng vật cacbonat.
Danh sách khoáng vật.
Pericla.